# Parker Valby
Parker Valby (* 27. September 2002 in Pennsylvania) ist eine US-amerikanische Langstreckenläuferin.

## Leben
Parker Valby wurde in Pennsylvania geboren, wuchs in Connecticut auf und siedelte später mit ihrer Familie nach Tampa im Bundesstaat Florida um, wo sie die East Lake High School besuchte. An dieser begann Valby 2016 mit dem Laufsport, nachdem sie zuvor als Schwimmerin und Lacrossespielerin aktiv war. Erste Erfolge stellten sich bald ein. Noch als Junior siegte sie 2019 bei den Bundesstaatsmeisterschaften von Florida, ihre Zeit von 10:10,45 min über 3200 Meter bedeuteten außerdem Bundesstaatsrekord. In ihrem letzten Schuljahr als Senior konnte sie auf Grund der COVID-19-Pandemie nur wenige Wettkämpfe bestreiten.
Nach Abschluss der High School begann Valby an der University of Florida Sportmanagement zu studieren.  Für das Sportteam der Universität, die Florida Gators, bestritt sie zunächst wenige Wettkämpfe, machte dann aber in der Crosslauf-Saison 2021 mit mehreren guten Auftritten und einem 27. Platz bei den NCAA Division I Cross Country Championships 2021 erstmals auf sich aufmerksam. Im Folgejahr gelang ihr über 5000 Meter der zweite Platz bei den NCAA Division I Track and Field Championships hinter Katelyn Tuohy mit Bestzeit von 15:20,10 min. Bei den NCAA Division I Cross Country Championships 2022 musste sie erneut nur Tuohy den Vortritt lassen.
Anfang 2023 verpasste Valby den Großteil der Hallensaison verletzungsbedingt, konnte dann aber im Freien zur Jahresmitte die 5000 Meter bei den NCAA-Meisterschaften diesmal für sich entscheiden. In der Crosssaison siegte sie mit Streckenrekord beim Nuttycombe Invitational vor Tuohy und danach bei den NCAA Division I Cross Country Championships 2023. Zwei Wochen nach dem Meisterschaftssieg lief sie über 5000 Meter bei einem Hallenrennen an der Boston University mit einer Zeit von 14:56,11 min College-Rekord. Diese Zeit verbesserte sie im März 2024 erneut, als sie bei den NCAA-Hallenmeisterschaften im Alleingang mit 14:52,79 min siegte. Am Folgetag entschied sie auch die 3000 Meter in Bestzeit von 8:41,50 min für sich.

## Training
Trainer von Valby an der East Lake High School war Britt Taylor, an der University of Florida zunächst der ehemalige US-amerikanische Nationalrekordhalter Chris Solinsky. Nachdem Solinsky Ende 2022 zur University of Oregon wechselte, wurde der neu verpflichtete Will Palmer ihr Coach.
Valby machte wiederholt mit Aussagen auf sich aufmerksam, nach denen sie auf Grund ihrer Verletzungsanfälligkeit nur an 2 bis 3 Tagen pro Woche läuft und die sonstigen Tage alternativ trainiert. Das Alternativtraining absolviert sie zu einem großen Teil auf dem Arc Trainer, einem dem Crosstrainer (Elliptical) ähnlichen Sportgerät. Daneben gehört auch Aquajogging und das Elliptical selbst zu ihrem Repertoire.

## Persönliche Bestzeiten
- 3000 Meter: 8:41,50 min, 9. März 2024 in Boston
- 5000 Meter: 14:52,79 min, 8. März 2024 in Boston
- 10.000 m: 30:50,43 min, 11. April 2024 in Azusa